# Чемпионат мира по борьбе 1908
В 1908 году чемпионат мира по греко-римской борьбе прошёл 8-9 декабря  в Вене (Австро-Венгрия).

## Общий медальный зачёт
| Место | Страна  | Золото | Серебро | Бронза | Всего |
| ----- | ------- | ------ | ------- | ------ | ----- |
| 1     | Австрия | 1      | 2       | 1      | 4     |
| 2     | Дания   | 1      | 0       | 1      | 2     |
| Всего | Всего   | 2      | 2       | 2      | 6     |

## Медалисты

### Греко-римская борьба (мужчины)
| Категория   | Золото               | Серебро       | Бронза             |
| ----------- | -------------------- | ------------- | ------------------ |
| До 75 кг    | Роберт Дирри         | Алоиз Тодушек | Харальд Кристенсен |
| Свыше 75 кг | Ханс-Хайнрих Эгеберг | Йозеф Россум  | Йозеф Панцер       |